# Sandgrundsudden

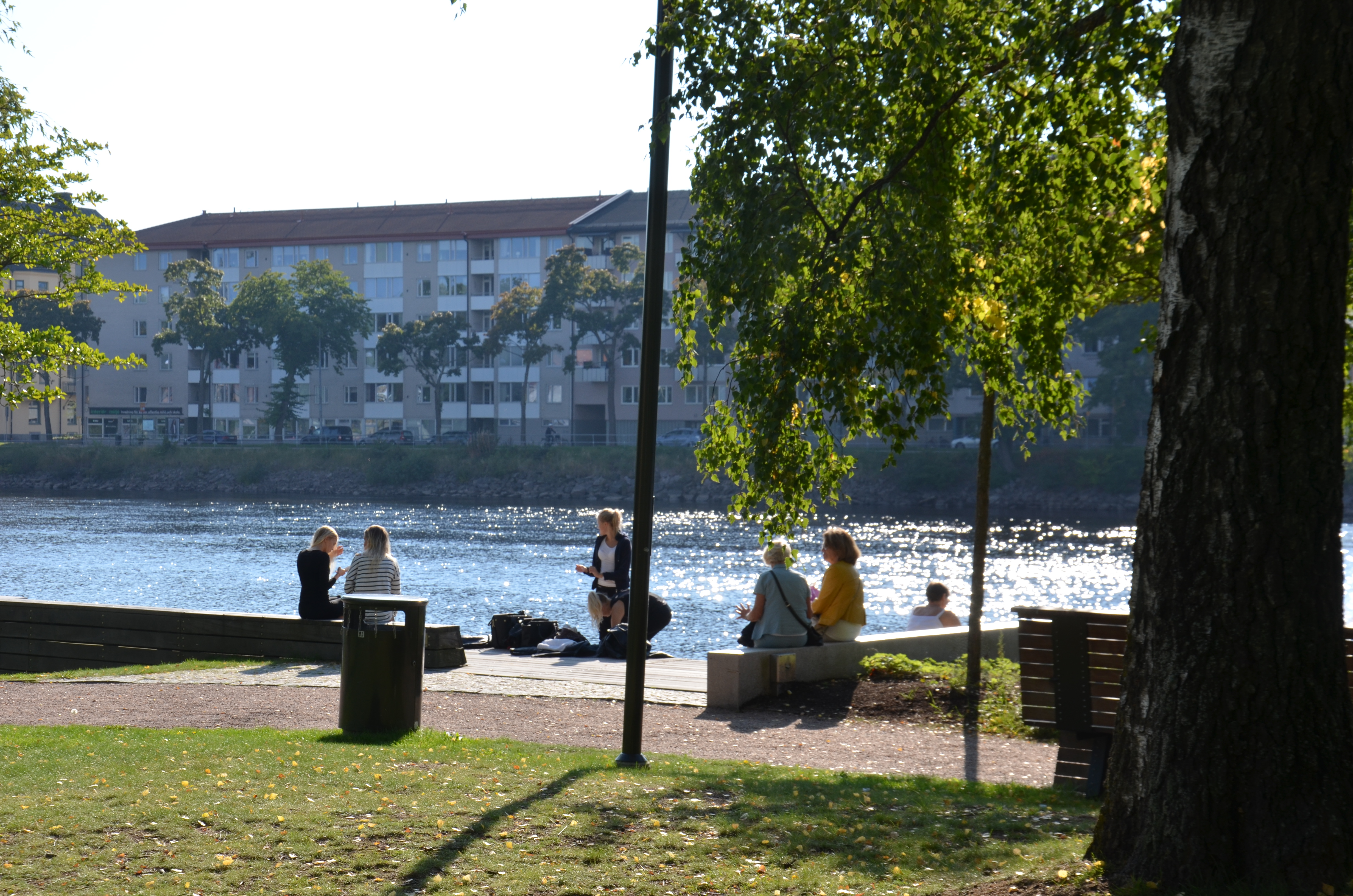
Sandgrundsparken med Västra Klarälven.

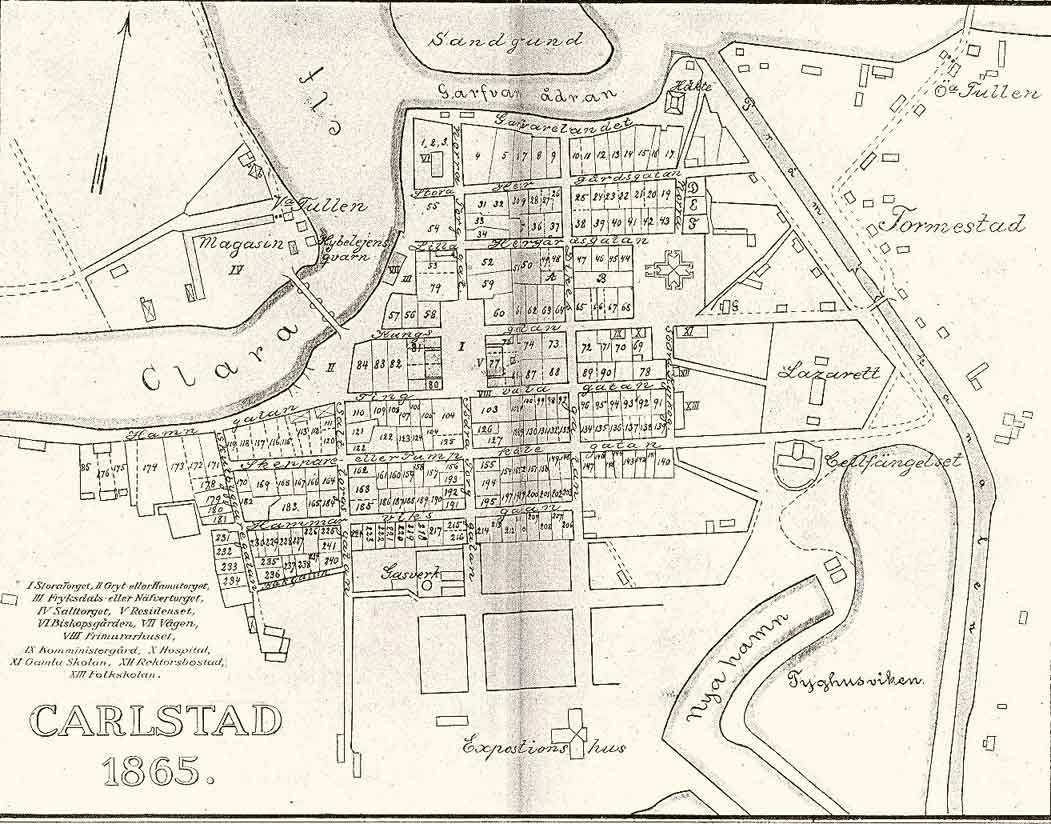
Denna gamla karta över Karlstad från före branden 1865, från Värmlandsarkiv (lyder under Riksarkivet), visar att Sandgrundsudden förr var en ö.

Sandgrundsudden är ett område i centrala Karlstad som bildats av slam från Klarälven. Området ligger där älven delar sig i de östra och västra älvgrenarna. På området finns en park och ett antal konstverk, Värmlands museum samt den tidigare restaurangen Sandgrund som numera används som en permanent utställning av Lars Lerin.
År 2010 fick den då nyligen upprustade parken på Sandgrundsudden Sveriges Arkitekters Sienapris.

## Musik
Under många år har det arrangerats gratiskonserter på Sandgrundsudden, tidigare med Sven-Ingvars och senare The Starboys.
Sedan 2020 finns i parken en minnesstaty över Sven-Erik Magnusson, tidigare nyckelperson i Sven-Ingvars som avled 2017. Statyn är gjord av konstnären Assa Kauppi och föreställer en 60-årig Magnusson som vinkar till publiken.

## Bildgalleri

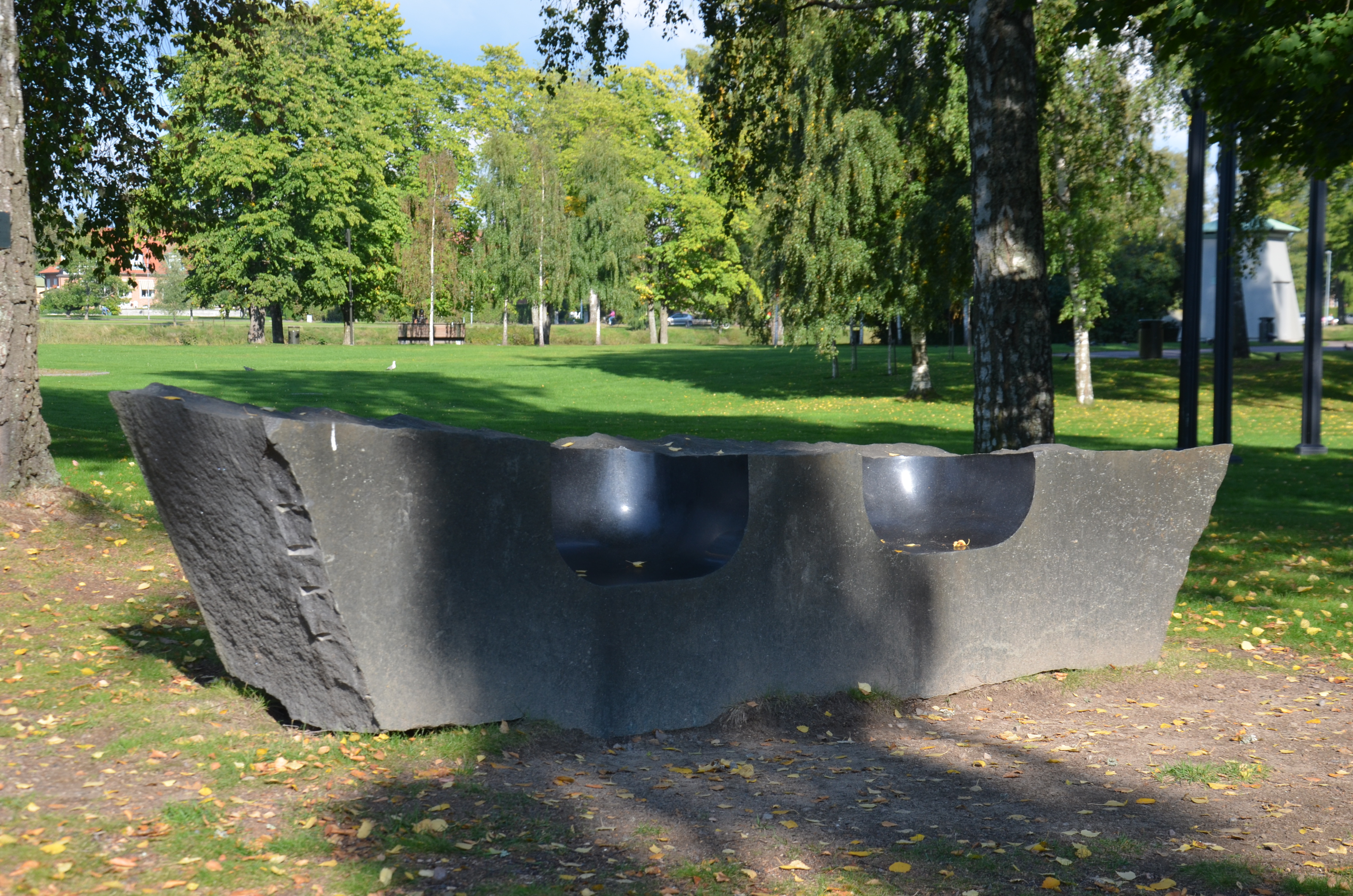
Le banc noir av Eric Theret
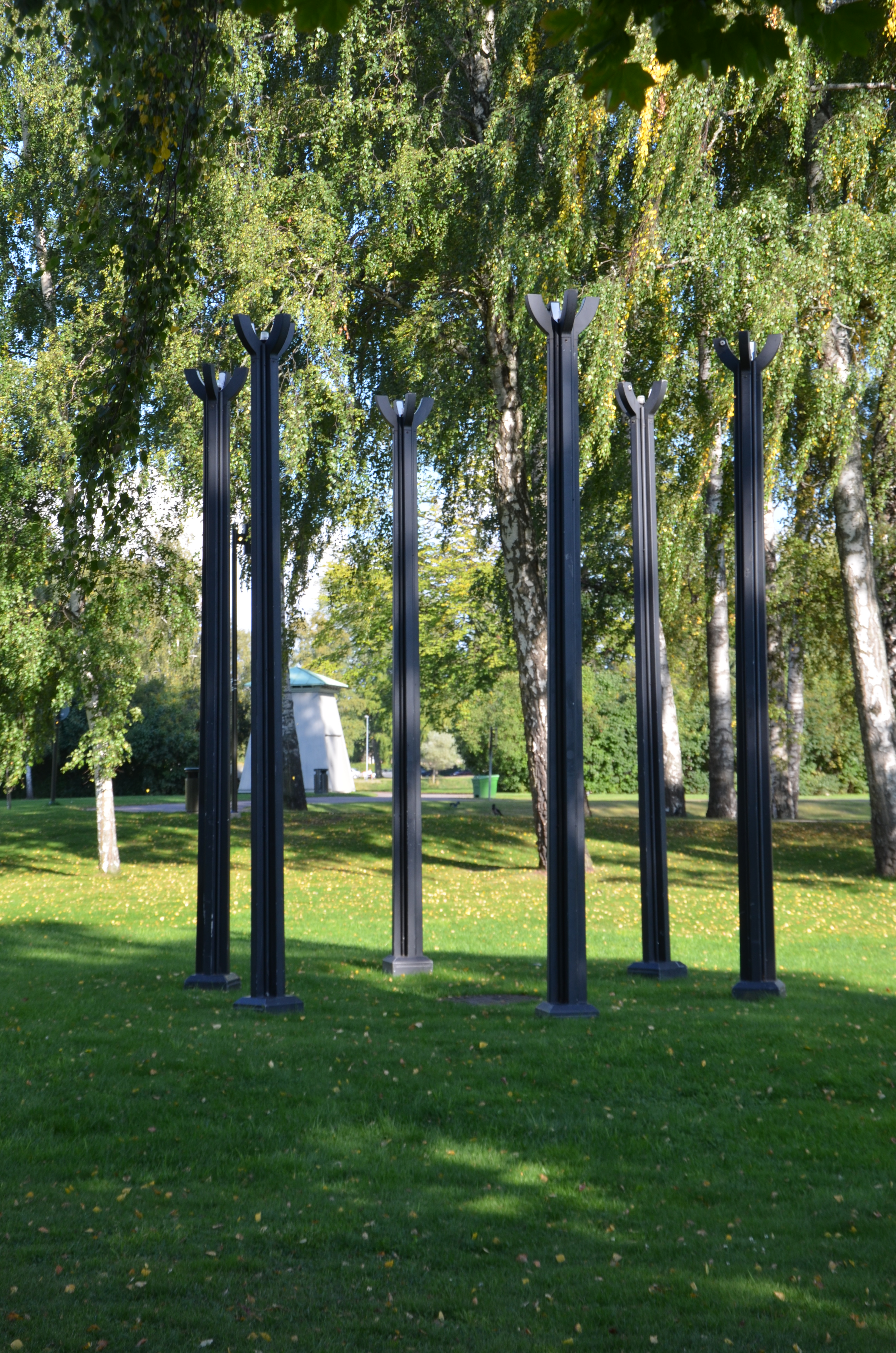
Fur av Christina Jonsson